# بوب هانسون
بوب هانسون (بالسويدية: Bob Hansson)‏ هو كاتب وشاعر سويدي، ولد في 1970 في هلسينغبورغ في السويد.

## وصلات خارجية
- بوب هانسون على موقع ميوزك برينز (الإنجليزية)
- بوب هانسون على موقع ديسكوغز (الإنجليزية)